# Plan awaryjny
Plan awaryjny – trzeci singel polskiej piosenkarki Lanberry z jej trzeciego albumu studyjnego, zatytułowanego Co gryzie panią L?. Singel został wydany 22 lipca 2020.
Kompozycja zdobyła jedną z czterech możliwych wyróżnień (nagrodę jury) w konkursie „Premier” podczas 57. Krajowego Festiwalu Piosenki Polskiej w Opolu. Piosenka była nominowana do nagrody polskiego przemysłu fonograficznego Fryderyka w kategorii „utwór roku”.
Utwór znalazł się na 3. miejscu listy AirPlay – Top, najczęściej odtwarzanych utworów w polskich rozgłośniach radiowych. Nagranie otrzymało w Polsce status złotego singla, przekraczając liczbę 10 tysięcy sprzedanych kopii.

## Geneza utworu i historia wydania
Utwór napisali i skomponowali Małgorzata Uściłowska, Jakub Krupski i Monika Wydrzyńska, natomiast za produkcję piosenki odpowiadają Małgorzata Uściłowska, Dominic Buczkowski-Wojtaszek, Patryk Kumór oraz Jakub Krupski.
Singel ukazał się w formacie digital download 22 lipca 2020 w Polsce za pośrednictwem wytwórni płytowej Universal Music Polska. Piosenka została umieszczona na trzecim albumie studyjnym Lanberry – Co gryzie panią L?.
26 lipca 2020 piosenka została zaprezentowana telewidzom stacji TVP2 w programie Pytanie na śniadanie. We wrześniu singel został zaprezentowany w konkursie „Premier” podczas 57. Krajowego Festiwalu Piosenki Polskiej w Opolu. Utwór zdobył nagrodę jurorów. 21 października 2020 opublikowano singel w ramach sesji dla Vevo – Live Performance.
W marcu 2021 singel uzyskał nominację do nagrody polskiego przemysłu fonograficznego Fryderyka w kategorii „utwór roku”.

## „Plan awaryjny” w stacjach radiowych
Nagranie było notowane na 3. miejscu w zestawieniu AirPlay – Top, najczęściej odtwarzanych utworów w polskich rozgłośniach radiowych.

## Teledysk
Do utworu powstał teledysk w reżyserii Adama Romanowskiego, który udostępniono w dniu premiery singla za pośrednictwem serwisu YouTube.

## Wykorzystanie utworu
Piosenka była wykorzystana w polskim serialu Papiery na szczęście.

## Lista utworów
- Digital download[2]

1. „Plan awaryjny” – 3:38

## Notowania
| Kraj   | Lista (2020)      | Najwyższa pozycja |
| ------ | ----------------- | ----------------- |
| Polska | AirPlay – Top     | 3                 |
| Polska | AirPlay – Nowości | 2                 |

| Kraj   | Lista (2020)  | Pozycja |
| ------ | ------------- | ------- |
| Polska | AirPlay – Top | 50      |

## Certyfikaty
| Kraj          | Certyfikat  | Sprzedaż |
| ------------- | ----------- | -------- |
| Polska (ZPAV) | złota płyta | 10 000+  |

## Wyróżnienia
| Rok  | Konkurs                  | Kategoria                                             | Rezultat    |
| ---- | ------------------------ | ----------------------------------------------------- | ----------- |
| 2020 | 57. KFPP w Opolu         | Premiery (nagroda jury)                               | Wygrana     |
| 2020 | Top 50 Poplisty RMF FM   | 50 najczęściej notowanych utworów na Popliście w 2020 | 48. miejsce |
| 2020 | Gorąca 100               | 100 największych hitów 2020                           | 88. miejsce |
| 2020 | Przebój roku RMF FM 2020 | Przebój roku                                          | 63. miejsce |
| 2021 | Fryderyki 2021           | Utwór roku                                            | Nominacja   |